# Alice Richardson
Alice Richardson (28 de novembro de 1986) é uma jogadora de rugby sevens britânica.

## Carreira
Alice Richardson integrou o elenco da Seleção Britânica Feminina de Rugbi de Sevens, na Rio 2016, que foi 4º colocada.